# Zumhof
Zumhof ist ein Ortsteil der Stadt Hennef (Sieg) im Rhein-Sieg-Kreis in Nordrhein-Westfalen. 

## Lage
Der Ort liegt in einer Höhe von 160 Metern über N.N. auf den Hängen des Westerwaldes, aber noch im Naturpark Bergisches Land. Südwestlich des Weilers fließt der Hanfbach. Nachbarorte sind Hüchel im Nordosten, Depensiefen und Büllesbach im Osten, Dahlhausen im Süden, Wellesberg und Wiersberg im Südwesten, Wiederschall und Hermesmühle im Nordwesten und Derenbach im Norden.

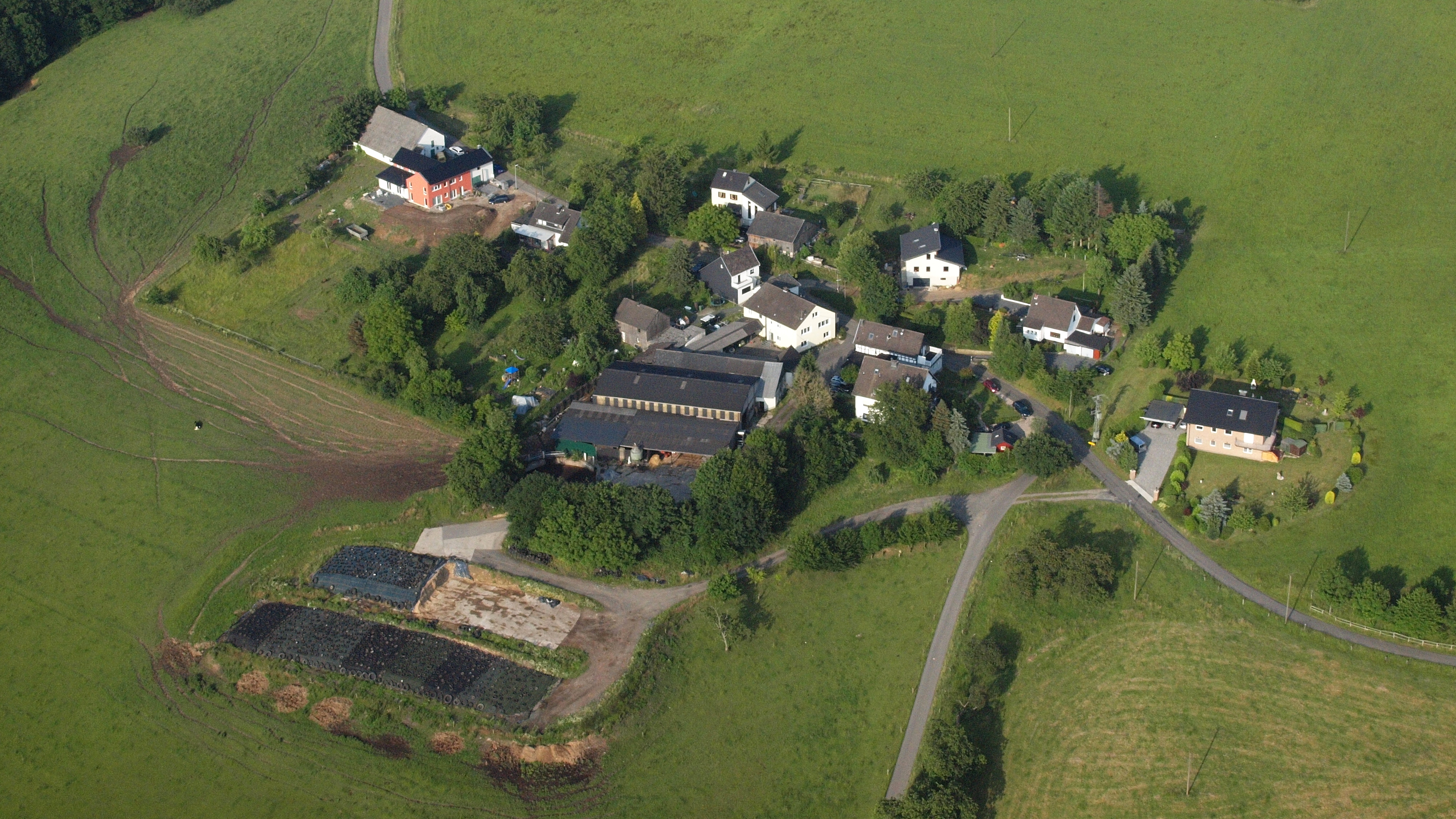
Zumhof, Luftaufnahme (2015)

## Geschichte
1910 gab es in Zumhof die Haushalte Ackerer Michel Buchholz, Ackerin Agnes Halm, Ackerer Jakob Halm, Straßenarbeiter Johann Halm, Ackerer Josef Hartmann, die Ackerer Franz Josef und Heinrich Josef Knipp, Ackerin Witwe Michael Knipp, Ackerer und Maurer Johann Kreuer, Rottenarbeiter Heinrich Müller, Tagelöhner Peter Müller und Ackerer Josef Zumhof.
Bis zum 1. August 1969 gehörte Zumhof zur Gemeinde Uckerath, im Rahmen der kommunalen Neugliederung des Raumes Bonn wurde Uckerath, damit auch der Ort Zumhof, der damals neuen amtsfreien Gemeinde „Hennef (Sieg)“ zugeordnet.